# Квадранс
Квадранс — монета стародавнього Риму вартістю 1/4 аса. У часи пізньої римської республіки — монета найменшої вартості.
Спочатку позначалася трьома крапками. Пізніше позначка зникає і їх карбують з міді чи бронзи. Однак був виняток — при Нероні Квадранс карбували із латуні.
На реверсі монета позначена «SC» — Senatus Consulto — рішенням сенату, що однак було лише символічно, тоді як кількість монет визначав лише імператор.
Квадранс не карбувався часто і зник з історичної арени у 2 столітті нашої ери.

## Вартість грошових одиниць часівРимської імперії
- 1 Ауреус (Золото) = 25 Денаріїв (срібло)
- 1 Денарій = 2 Квінари (срібло)
- 1 Квінарій = 2 Сестерції (Латунь, пізніше бронза)
- 1 Сестерцій = 2 Дупондії (Латунь, пізніше бронза)
- 1 Дупондій = 2 Аси (мідь/бронза)
- 1 Семіс = 2 Квадранси (Мідь/бронза)
- 1 Квадранс = 2 Октанси (за Траяна)